# Enrique Zumel
Enrique Zumel (Málaga, 1822 - Madrid, 18 de octubre de 1897) fue un actor, dramaturgo y escritor español.

## Biografía
Aunque escribió no menos de ciento veintidós obras dramáticas, no solo estrenadas las más sino publicadas, reseñadas y bastante reimpresas en Madrid, Granada y Málaga, donde fue uno de los dramaturgos más conocidos de su tiempo, se conoce muy poco sobre su vida. Desde su primer drama en 1849 hasta el último "Cuento fantástico" en 1893, estuvo en pleno centro de la actividad teatral española. Como autor y actor protagonista estrenó en Madrid el 27 de marzo de 1853 con éxito Guillermo Shakspeare [sic], un drama biográfico en verso dividido en un prólogo y cuatro actos. Se basa en una novela de la escritora francesa Antoinette Henriette Clemence Robert (1797-1862). Se ha dicho que su drama incluye una primera traducción al español de un famoso soneto de Shakespeare 
Trabaja principalmente en su natal Málaga y publica entre 1849 y 1893; revitalizó la comedia de magia estrenando entre 1849 y 1885 siete obras de este género: El himeneo en la tumba o la hechicera (1849), Batalla de diablos 1865), El anillo del diablo (1871), La leyenda del diablo (1872), Quimeras de un sueño (1874), El talisman de Sagras (1878) y El torrente milagroso (1883). También escribió dramas sobre legendarios bandoleros andaluces como José María el Tempranillo y Diego Corrientes, comedias, dramas históricos, dramas religiosos y teatro menor y por horas; se acercó a la novela y más ocasionalmente a la poesía. Manuel Ossorio y Bernard ha escrito que dirigió el semanario madrileño La España Artística (1888-1893), pero en realidad lo dirigía el también dramaturgo Gabriel Merino y Pichilo (1863-1903); Zumel era solo el administrador y redactor. Se trata de una publicación profesional, dirigida al mundo de la farándula, un punto de encuentro de los profesionales del sector, y Merino ya había dirigido publicaciones semejantes como El Arte y Gente Teatral. En su última página, dedicada a anuncios comerciales, se daba una relación de artistas disponibles para zarzuela y declamación, así como las tarifas que cobraba la Agencia teatral. Desde el primer número destaca su serie de artículos “Historia del teatro desde su origen primitivo hasta nuestros días”. A veces adaptó piezas del francés y del italiano, aunque casi toda su obra es original, popular y a menudo interesante, si bien acomodada a los gustos de su tiempo.

## Obras

### Teatro (incompleto)
- 1849, El himeneo en la tumba o la hechicera, Drama fantástico en cuatro actos y en verso, original. Madrid, Vicente de Lalama, 1849.
- 1849, La pena del tallón o venganza de un marido Drama en cinco actos, en prosa, original. Madrid, Vicente de Lalama, 1849.
- 1852, Enrique de Lorena Drama en verso. Granada, José María Zamora, 1852.
- 1853, Guillermo Shakespeare. Drama en cuatro actos y prólogo, en verso. Granada, José María Zamora, 1853.
- 1854, El gitano aventurero. Comedia en tres actos y en verso. Original. Málaga, Francisco Gil de Montes, 1854.
- 1854, La batalla de Covadonga, Drama en tres actos y en verso, de grande espectáculo. Original. Málaga, Francisco Gil de Montes, 1854.
- 1854, José María, Drama de costumbres andaluzas, en siete actos, y en verso. Original. Málaga, Francisco Gil de Montes, 1858.
- 1855, Glorias de España o conquista de Lorca. Drama histórico en cuatro actos y en verso. Original. Málaga, Francisco Gil de Montes, 1855.
- 1855, Diego Corrientes, o el bandido generoso. Segunda parte, en tres actos y en verso.  Original. Málaga, Francisco Gil de Montes, 1855. 56 pp.
- 1855, Un señor de horca y cuchillo, Drama en tres actos. Original. Málaga, Francisco Gil de Montes, 1855.
- 1856, La gratitud de un bandido. Tercera y última parte de Diego Corrientes, en un acto y en verso. Original. Málaga, Francisco Gil de Montes, 1856.
- Quien mal anda mal acaba. Segunda parte de José María, drama original en tres actos y en verso. Madrid, José Rodríguez, 1859.
- 1862, L. N. B.  Juguete cómico un acto y en prosa. Original. Madrid, José Rodríguez, 1862.
- 1862, ¡Un regicida!	Comedia en un acto y en verso. Original. Madrid, José Rodríguez, 1862.
- 1863, ¡Viva la libertad!. Juguete cómico en tres actos y en verso. Original. Madrid, José Rodríguez, 1865. Segunda edición.
- 1863, El muerto y el vivo.	Juguete cómico en tres actos y en verso. Original. Madrid, José Rodríguez, 1863.
- 1864. Laura	Melodrama en tres actos y en verso. Original. Madrid, José Rodríguez, 1864.
- 1865, Las riendas del gobierno. Juguete cómico en tres actos y en verso. Original. Madrid, José Rodríguez, 1865.
- 1865, ¿Si sabremos quién soy yo? Comedia de gracioso en tres actos. Original. Madrid, José Rodríguez, 1865.
- 1865, Doña María la Brava. Drama histórico en tres actos y un epílogo. Original. Madrid, José Rodríguez, 1865.
- 1865, Otro gallo le cantara. Comedia en tres actos y en verso. Original. Madrid, José Rodríguez, 1880.
- 1865, La hija del Almogávar. Drama en tres actos y en verso. Original. Madrid, José  Rodríguez, 1865.
- 1865, Batalla de diablos. Comedia de magia en tres actos y en verso. Original. Música de José Arche, decorado y maquinaria de Luis Muriel, trajes fantásticos de transformación de José Saldivas, bailes de Antonio Guzmán.
- 1865, Un mancebo combustible. Juguete cómico en un acto, arreglado del francés. Madrid, José Rodríguez, 1865.
- 1866, Un hombre público. Comedia en tres actos y en verso. Original. Madrid, José Rodríguez, 1866.
- La última moda, Juguete cómico en tres actos y en verso. Original. Madrid, José Rodríguez, 1867.
- 1867, Lo que está de Dios. Juguete cómico en tres actos y en verso. Original. Madrid, José Rodríguez, 1867.
- 1867, Una hora de prueba. Juguete cómico en verso, escrito sobre el pensamiento de una obra francesa. Madrid, José Rodríguez, 1867.
- 1868, La isla de los portentos. Cuento mágico de Las mil y una noches; disparate cómico inverosímil, en tres actos y en verso. Música de José Rogel. Decorado y trastos de Luis Muriel. Vestuario de Dalamacio Detrell. Madrid, José Rodríguez, 1868.
- Cajón de sastre. Juguete cómico en tres actos y en verso. Original., Madrid, José Rodríguez, 1868.
- 1868, Oprimir no es gobernar. Caricatura en tres actos y en verso. Original. Madrid, José Rodríguez, 1868.
- 1868, Los hijos perdidos. Melodrama en tres actos, precedido de un prólogo en prosa. Original. Madrid, José Rodríguez, 1868.
- 1869, El trabajo. Comedia en tres épocas y en verso. Original. Madrid, José Rodríguez, 1869.
- 1869, El carnaval de Madrid. Zarzuela bufa en dos actos y en verso. Original. Música de Francisco Vilamala. Madrid, José Rodríguez, 1869..
- 1869, Derechos individuales. Comedia en tres actos y en verso. Original. Madrid, José Rodríguez, 1869.
- 1869, Figura y contrafigura. Comedia en tres actos y en verso. Original. Madrid, José Rodríguez, 1869.
- 1870, Por huir de una mujer. Zarzuela bufa en dos actos y en prosa. Original. Música de José V. Arene. Madrid, José Rodríguez, 1870.
- 1871, Pasión y muerte de Jesús. Drama sacro en siete cuadros y en verso. T Martín, 3-III-1871.
- 1871, El anillo del diablo. Comedia de magia en tres actos y en verso. Original. Madrid, José Rodríguez, 1871.
- 1871, La escala de la ambición. Drama en tres épocas y en verso. Original. Madrid, José Rodríguez, 1871.
- 1871, El nacimiento del Mesías. Auto sacro en cuatro actos y en verso. Original. Música de Manuel Sabater. Madrid, R. Velasco, 1871.
- 1872, La leyenda del diablo. Comedia de magia en cuatro actos y en verso. Original. Música de Manuel Sabater. Madrid, José Rodríguez, 1872.
- 1872, Un millón. Juguete cómico en tres actos y en verso. Original. Madrid, José Rodríguez, 1872.
- 1872, Los locos de Leganés. Juguete cómico en un acto y en verso. Original. Madrid, José Rodríguez, 1872.
- 1872, La montaña de las brujas. Melodrama en cuatro actos y en verso. Original. Música de Manuel Sabater. Madrid, José Rodríguez, 1872.
- 1872, Batalla de ninfas. Comedia fantástica de gran espectáculo en cuatro actos y en verso. Original. Madrid, José Rodríguez, 1872.
- 1872, Guillermina. Drama en verso. Madrid, José Rodríguez, 1872.
- 1873, La independencia española. Epopeya en tres partes y en verso. Original. Madrid, José Rodríguez, 1873.
- 1873, Un predestinado. Juguete cómico en dos actos y en verso. Original. Madrid, José Rodríguez, 1873.
- 1873, Degollación de los inocentes. Cuadro bíblico escrito como epílogo de El nacimiento del Mesías, en un acto y en verso. Original. Música de Manuel Sabater. Madrid, José Rodríguez, 1873.
- 1873, La hija del mar. Comedia en verso. Música de Manuel Sabater. Madrid, 1873.
- 1874, El vizconde de Comamarin. Drama en cuatro actos y siete cuadros, en prosa, tomado de la historia de una causa célebre de Emilio Gaboriau Madrid, José Rodríguez, 1874.
- 1874, Quimeras de un sueño. Comedia de magia en cuatro actos y en verso. Original. Música de Francisco Vilamala. Madrid, José Rodríguez, 1874.
- 1874, El manco de Lepanto. Comedia en dos actos y en verso. Original. Madrid, José Rodríguez, 1874.
- 1874, Los bandos de Cataluña	Melodrama de espectáculo en dos actos y en verso. Original. Madrid, José Rodríguez, 1874.
- 1875, La condesa Diana. Zarzuela fantástica de gran espectáculo en dos actos y en verso. Original. Música de Manuel Sabater. Madrid, José Rodríguez, 1875.
- 1881, Los consuegros. Juguete cómico en un acto y en verso. Original. Madrid, José Rodríguez, 1881.
- Aquí estoy yo, Zarzuela en un acto, en verso.
- La casa encantada, Zarzuela en dos actos, en prosa.
- Un casamiento á pistola, Comedia en un acto (traducida) Lisboa, 1873.
- La cojera de perro y lágrimas de mujer, no hay que creer, Comedia en un acto, en verso.
- El deseado Príncipe de Asturias, Loa, en verso.
- Una deuda y una venganza, Drama en cuatro actos, en verso.
- Enrique de Lorena, 2a. parte, Drama en cinco actos, en verso.
- La maldición, Pensamiento dramático en un acto, en verso.
- Me conviene esta mujer	Juguete cómico en un acto, en verso, original. México: El Fénix, 187-?
- La muerte de Turismundo, Comedia en un acto. SAE
- Pepa la cigarrera, Zarzuela en un acto, en verso.
- El segundo galán duende, Comedia en tres actos, en verso.
- Un valiente un buen mozo, Juguete en un acto, en verso.
- Vaya un lío, Juguete cómico en un acto, en verso.
- Vivir por ver, Zarzuela en tres actos, en verso.
- La voz de la conciencia, Drama en tres actos, en verso.

### Narrativa
- El amante misterioso, Novela original en un tomo.
- Amores de ferrocarril, Leyenda original.
- La batelera, Poema original.
- Los dos gemelos, Novela original en un tomo.
- El primer Borbón, Novela histórica (Manila: Impr. Amigos del País, 1890)